# Сант'Арканджело Тримонте
Сант'Арка̀нджело Тримо̀нте (на италиански: Sant'Arcangelo Trimonte) е село и община в Южна Италия, провинция Беневенто, регион Кампания. Разположено е на 363 m надморска височина. Населението на общината е 643 души (към 2010 г.).